# Fartura (bolo)

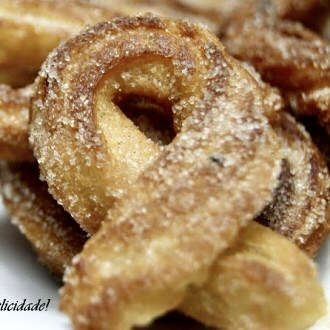
Farturas tradicionais

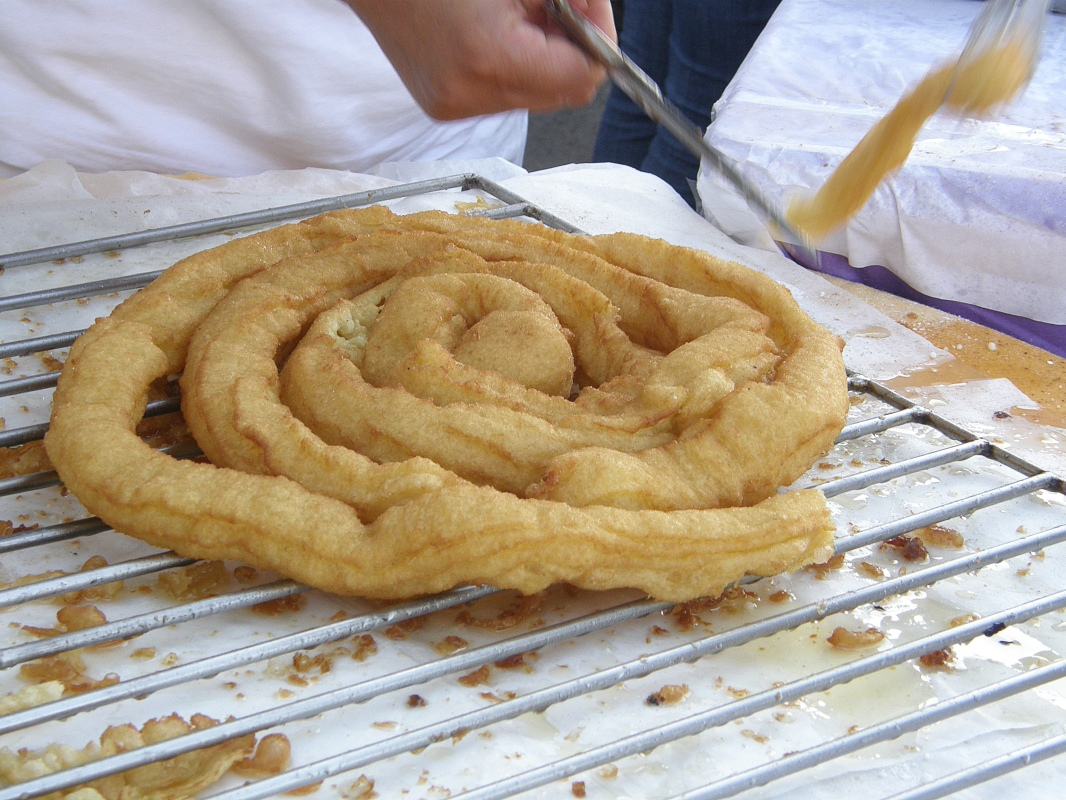

Fartura é um bolo feito de farinha, fermento, bicarbonato de sódio, sal, açúcar, canela e água que é frito em óleo, em forma de rolo, e que normalmente se vende em feiras.
As farturas são de preferência; consumidas ainda quentes, o momento ideal para a superfície crocante não ficar dura.

## Origens
Uma teoria é que os portugueses, quando comercializavam no oriente, teriam trazido com eles novas técnicas culinárias, incluindo modificar a massa de Youtiao, também conhecido como Youzagwei, no sul da China. No entanto, teriam modificado o aspecto para a forma de estrela, porque não aprenderam a habilidade chinesa de "puxar" a massa (o imperador chinês tornou crime com pena de morte se quem partilhasse o conhecimento com os estrangeiros). Como resultado, as farturas não são "puxadas", mas extrudadas dum molde em forma de estrela.
Outra teoria é que as farturas teriam sido uma adaptação dos churros espanhóis, que foram criados por pastores como substituto de comidas feitas com massas frescas. A massa dos churros era fácil de ser produzida e frita em fogo aberto, nas montanhas, onde os pastores viviam a maior parte do tempo.